# Лазний (потік)
Лазний (пол. Łaźny) — гірський потік в Україні, у Дрогобицькому районі Львівської області, права притока Стрию (басейн Дністра).

## Опис
Довжина потоку — 3,5 км. Потік тече у межах Сколівських Бескидів (частина Українських Карпат).

## Розташування
Починається на північно-східних схилах гірського хребта, що утворює вододіл між притоками Рибника та Стрия (г. Щавина (1035,8 м), г. Кругла. (1029 м.). Тече переважно на північний схід лісовим яром і біля села Довге впадає у річку Стрий, праву притоку Дністра.
Біля села Довге на потоці існує гідрологічна пам'ятка природи місцевого значення — водоспад Лазний.